# Time (tạp chí)
Time (đặc điểm phân biệt được viết hoa là TIME) là một tạp chí tin tức hàng tuần của Mỹ, tương tự như tờ Newsweek và U.S. News & World Report. Ấn bản tại châu Âu (Time Europe, thường được biết đến là Time Atlantic) được xuất bản ở London. Time Europe phát hành tới cả Trung Đông, châu Phi và từ 2003 thêm châu Mỹ Latinh. Một phiên bản ấn bản tại châu Á (Time Asia) được đặt ở Hồng Kông. Tạp chí Time xuất bản ở cùng thời điểm tại Canada, với phương thức quảng cáo khác nhau. Phiên bản ấn bản tại châu Đại Dương, phát hành tới các nước Úc, New Zealand và những hòn đảo ở châu Đại Dương, được đặt ở Sydney. Trong một vài chiến dịch quảng cáo, tạp chí đã gợi ý rằng, qua cách viết tắt, những chữ cái trong từ "TIME" biểu tượng cho dòng chữ "The International Magazine of Events" (tạm dịch: một tạp chí quốc tế cho những sự kiện).
Edward Felsenthal là tổng biên tập hiện nay của tạp chí này, Samuel Jacob, Dan Macsai, Naina Bajekal, Ben Goldberger, John Simons là các phó tổng biên tập.
Một trong những sự kiện nổi bật hàng năm là cuộc bầu chọn Nhân vật của năm (Person of the Year, trước năm 1999 là Man of the Year) trong một ấn bản đặc biệt, là những nhân vật được xem là có ảnh hưởng nhất trong mảng tin tức của năm vừa qua.